# Ulrich Thomsen

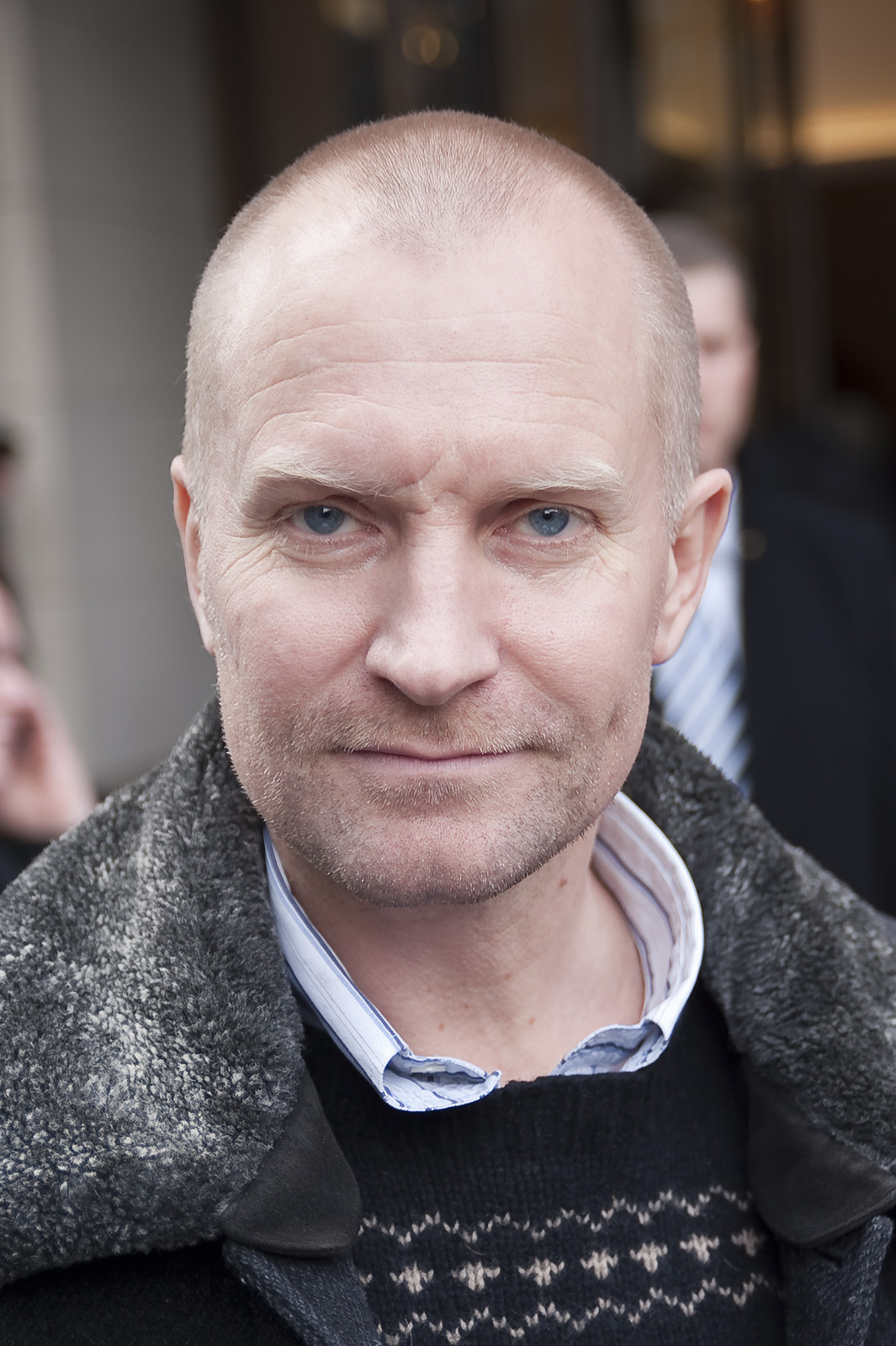
Ulrich Thomsen (2009)

Ulrich Thomsen (* 6. Dezember 1963 in Næsby, Fünen) ist ein dänischer Schauspieler. Seit Anfang der 1990er Jahre hat er in über 60 Film- und Fernsehproduktionen mitgewirkt. Internationale Bekanntheit brachte ihm seine preisgekrönte Hauptrolle in dem dänischen Spielfilm Das Fest (1998) ein. Auch trat er wiederholt im deutschsprachigen und internationalen Kino in Erscheinung (unter anderem Bella Martha, James Bond 007 – Die Welt ist nicht genug, The International).

## Biografie

### Ausbildung und erste Filmrollen
Ulrich Thomsen wurde 1963 in Næsby (heute ein Ortsteil von Odense) auf Fünen geboren. In seiner Jugend verschlug es ihn nach dem Gymnasium unter anderem als Pizzabote nach Beverly Hills, ehe er in seine Heimat zurückkehrte und  eine Rolle in einem Outdoor-Theaterstück in Nyborg erhielt. Wenig später wurde er an der Fame School in Odense angenommen und gelangte über diese 1989 an die Staatliche Theaterschule Kopenhagen. Nach seinem Abschluss im Jahr 1993 stand er in den Schauspielhäusern Dr. Dantes-, Gadsakse-, Mungo Park- und Østre Gasværks-Theater in Kopenhagen auf der Bühne, wo er unter anderem in Produktionen Lars Kaalunds (Romeo und Julia, The Hold-Up, And the Haunting Spirit, Love Story, Mozart, Amadeus), Alexa Thurs (Rathunt), Bente Kongboels (Invisible Friends), Philip Zandens (A Dolls House), Gerald Thomas’ (Chief Butterknife) oder Emil Hansens (Man) zu sehen war. 

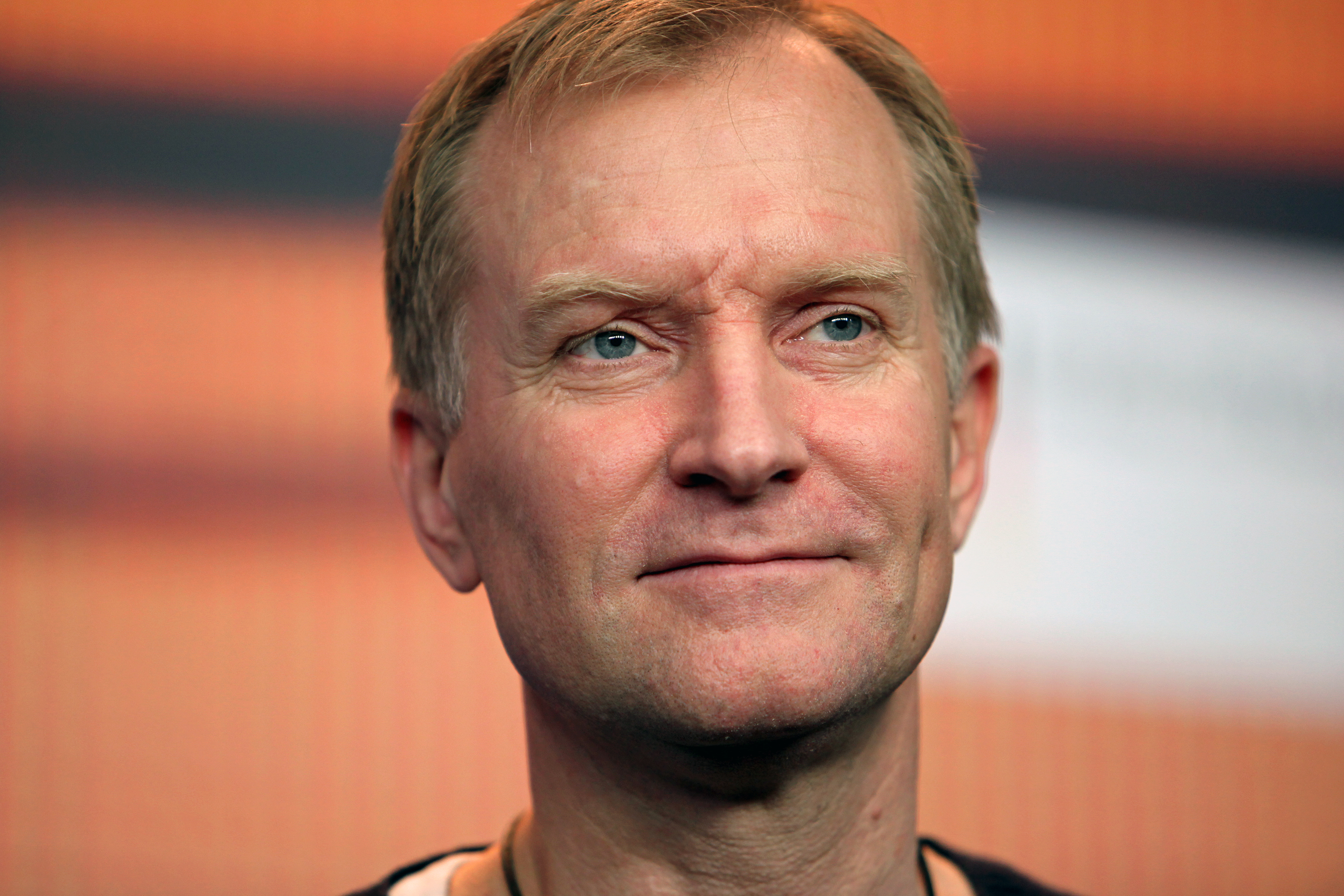
Ulrich Thomsen bei der Berlinale 2016.

Sein Filmdebüt gab Ulrich Thomsen 1994 in Ole Bornedals Thriller Nightwatch – Nachtwache, in dem er in einer kleinen Rolle als prügelnder Rowdy zu sehen ist. Nach Arbeiten für das Fernsehen folgte 1996 eine tragende Rolle in Thomas Vinterbergs Zwei Helden, in dem er als liebenswerter Bankräuber auf der Flucht nach Schweden mit einer unehelichen Tochter konfrontiert wird. Für diese Leistung erhielt er 1997 den Preis der dänischen Filmakademie, den Robert, als bester Nebendarsteller. Nach einer Nebenrolle in Susanne Biers Thriller Gnadenlose Verführung folgte die Hauptrolle in Anders Thomas Jensens 11-minütigen Kurzfilm Wahlnacht. Hier ist Thomsen als idealistischer und vergesslicher Peter zu sehen, der versucht, noch rechtzeitig seine Stimme  in einem Wahllokal abzugeben. Der Film gewann 1999 den Oscar als bester Kurzfilm.

### Internationale Karriere
Der Durchbruch als Schauspieler gelang Ulrich Thomsen im selben Jahr, als er erneut mit dem Regisseur Thomas Vinterberg zusammenarbeitete. In Das Fest, neben Lars von Triers Idioten dem ersten Projekt, das den Regeln des Dogmafilms folgte, spielt Thomsen den Sohn eines alten Patriarchen, der seinen Vater auf dessen Geburtstagsfeier vor Familie und Freunden des sexuellen Missbrauchs bezichtigt. Das Fest, mit der kleinsten und leichtesten Digitalkamera gedreht, die es damals gab, stand bei seiner Premiere auf den Filmfestspielen von Cannes 1998 in der Gunst der Kritiker und gewann in Dänemark den Robert und den Preis der dänischen Filmkritiker-Verbandes, die Bodil, sowie den Preis der Filmkritikervereinigungen von New York und Los Angeles und Nominierungen für den britischen BAFTA Award, den französischen César und den Golden Globe, jeweils als bester fremdsprachiger Film. Ulrich Thomsen, selbst mit dem Robert und der Bodil als bester Hauptdarsteller ausgezeichnet, startete mit Das Fest seine internationale Karriere. Er war als schurkischer Sasha Davidov in dem James-Bond-Film Die Welt ist nicht genug (1999) zu sehen und agierte 2000 in Kathryn Bigelows Thriller Das Gewicht des Wassers neben Sean Penn und Catherine McCormack.
In den folgenden Jahren avancierte der 1,80 m große Schauspieler, der fließend deutsch und englisch spricht, zu einem der bekanntesten Akteure des dänischen Kinos, der aber auch in deutschen und internationalen Filmproduktionen zu sehen war. In Bella Martha agierte er an der Seite von Martina Gedeck, in Blueprint, der Verfilmung des gleichnamigen Jugendbuchbestsellers von Charlotte Kerner, war er neben Franka Potente als Wissenschaftler zu sehen, der den ersten Menschen klont. In Chen Kaiges Erotikthriller Killing Me Softly und Ridley Scotts Königreich der Himmel waren Joseph Fiennes und Heather Graham bzw. Jeremy Irons, Brendan Gleeson und Edward Norton seine Filmpartner. Einen weiteren Bodil und Robert als Bester Hauptdarsteller erhielt er 2004 für Per Flys Das Erbe. In dem Drama ist er als junger Restaurantbesitzer Christoffer zu sehen, der mit seiner schwedischen Frau in Stockholm lebt und nach dem Selbstmord des Vaters von seiner Mutter vor die Wahl gestellt wird, in Kopenhagen den bankrotten Familienbetrieb zu übernehmen. Mit Susanne Biers Brothers – Zwischen Brüdern und Anders Thomas Jensens Adams Äpfel konnte er wiederholt dänische wie auch europäische Kritiker von seiner Reputation als vielseitiger Charakterdarsteller überzeugen. Zwischen 2006 und 2008 arbeitete der Däne an elf Filmprojekten, unter anderem an der deutschen Produktion Der Liebeswunsch mit Barbara Auer und Tobias Moretti. In Tomas Villum Jensens Komödie Das Genie und der Wahnsinn mimt Thomsen einen gerade aus der Haft entlassenen Kinobesucher, der sich nach der Vorstellung des neuen Films eines weltbekannten Regisseurs (gespielt von Nikolaj Lie Kaas) um sein Geld betrogen sieht. Bei dem Thriller Alien Teacher arbeitete der Däne erneut mit Regisseur Ole Bornedal zusammen, unter dem er seine Filmkarriere begonnen hatte.
Neben seiner Arbeit für den Film agierte Ulrich Thomsen auch in zahlreichen Fernsehproduktionen, darunter Thomas Vinterbergs Mappen (1995), Ole Bornedals Charlot og Charlotte (1996) und Deep Water – Im Sog der Angst (2000), sowie der deutschen Produktion Ins Leben zurück von Markus Imboden und dem Thriller Entführt! (2009) von Matti Geschonneck. Im Jahr 2005 war Thomsen in einer Folge der erfolgreichen Abenteuerserie Alias – Die Agentin zu sehen und als Baron Casper Breuner in Coky Giedroycs international besetztem TV-Mehrteiler The Virgin Queen, einer filmischen Biographie über die englische Monarchin Elisabeth I.

## Filmografie (Auswahl)
- 1994: Nightwatch – Nachtwache (Nattevagten)
- 1995: Mappen (Fernsehfilm)
- 1996: Zwei Helden (De største helte)
- 1997: Gnadenlose Verführung (Sekten)
- 1998: Wahlnacht (Valgaften, Kurzfilm)
- 1998: Das Fest (Festen)
- 1999: Deep Water – Im Sog der Angst (Dybt vand)
- 1999: James Bond 007 – Die Welt ist nicht genug (The World Is Not Enough)
- 2000: Das Gewicht des Wassers (The Weight of Water)
- 2000: Blinkende Lichter (Blinkende lygter)
- 2000: Maries Herz
- 2001: Bella Martha
- 2002: Max
- 2002: Killing Me Softly
- 2003: Das Erbe (Arven)
- 2003: Ins Leben zurück
- 2004: Blueprint
- 2004: Brothers – Zwischen Brüdern (Brødre)
- 2004: Sergeant Pepper
- 2005: Adams Äpfel (Adams æbler)
- 2005: Königreich der Himmel (Kingdom of Heaven)
- 2005: Allegro
- 2005: The Virgin Queen (TV-Mini-Serie)
- 2006: The Rocket Post
- 2006: Das Genie und der Wahnsinn (Sprængfarlig bombe)
- 2006: Der Liebeswunsch
- 2007: Alien Teacher (Vikaren)
- 2007: Hitman – Jeder stirbt alleine (Hitman)
- 2007: The Company – Im Auftrag der CIA (The Company, Miniserie)
- 2007: Opium – Tagebuch einer Verrückten (Ópium: Egy elmebeteg nö naplója)
- 2008: Reservations
- 2008: The Broken
- 2008: Wen du fürchtest (Den du frygter)
- 2009: Lulu & Jimi
- 2009: The International
- 2009: Das schwarze Herz (Tell-Tale)
- 2009: Entführt!
- 2009: Duplicity – Gemeinsame Geheimsache (Duplicity)
- 2009–2010: Blekingegade (Fernsehmehrteiler)
- 2010: Centurion
- 2010: Das letzte Schweigen
- 2010: In einer besseren Welt (Hævnen)
- 2011: Der letzte Tempelritter (Season of the Witch)
- 2011: Nordlicht – Mörder ohne Reue (Den som dræber, Fernsehserie, Folge Aufstand in Block B)
- 2011: The Thing
- 2013: Das große Heft (A nagy füzet)
- 2013–2016: Banshee – Small Town. Big Secrets. (Banshee, Fernsehserie)
- 2014: Zweite Chance (En chance til)
- 2015: Mortdecai – Der Teilzeitgauner (Mortdecai)
- 2015: Shadow of a Hero
- 2015: Sommeren '92
- 2016: Die Kommune (Kollektivet)
- 2016: The Blacklist (Fernsehserie, 10 Folgen)
- 2017: Small Town Killers (Dræberne fra Nibe)
- 2019: Gut gegen Nordwind
- 2019: Wendezeit
- 2020: Unser Mann in Amerika (Vores mand i Amerika)
- 2020: Erna im Krieg (Erna i krig)
- 2021: Erwartung – Der Marco-Effekt (Marco effekten)
- 2022: Trom – Tödliche Klippen (Fernsehserie, 6 Folgen)
- 2023: Agent (Fernsehserie)

- Seit 2022: Ghosts (Fernsehserie) als Björn

## Auszeichnungen

### Bodil
- 1999: Bester Darsteller für Das Fest
- 2004: Bester Darsteller für Das Erbe
- 2005: nominiert als Bester Darsteller für Brothers – Zwischen Brüdern
- 2009: nominiert als Bester Darsteller für Den du frygter

### Robert
- 1997: Bester Nebendarsteller für Zwei Helden
- 1999: Bester Hauptdarsteller für Das Fest
- 2004: Bester Hauptdarsteller für Das Erbe
- 2005: nominiert als Bester Hauptdarsteller für Brothers – Zwischen Brüdern
- 2006: nominiert als Bester Hauptdarsteller für Adams Äpfel
- 2008: nominiert als Bester Nebendarsteller für Alien Teacher
- 2009: nominiert als Bester Hauptdarsteller für Den du frygter

### Europäischer Filmpreis
- 1998: nominiert als Bester Darsteller für Das Fest
- 2005: nominiert als Bester Darsteller und für den Publikumspreis für Brothers – Zwischen Brüdern

### Weitere
Flaiano Film Festival
- 2004: Bester Darsteller für Das Erbe

Indianapolis International Film Festival
- 2005: Spezialpreis der Jury für das Schauspielensemble (gemeinsam mit Connie Nielsen, Bent Mejding und Nikolaj Lie Kaas) für Brothers – Zwischen Brüdern

Festival Internacional de Cine Contemporáno de la Ciudad de México
- 2004: Bester Darsteller für Das Erbe

Festival des nordischen Films in Rouen
- 1997: Bester Darsteller für Zwei Helden
- 2004: Bester Darsteller für Das Erbe

Festival Internacional de Cine de Donostia-San Sebastián
- 2004: Bester Darsteller für Brothers – Zwischen Brüdern

Ove-Sprogøe-Preis
- 2015: Bester Schauspieler des Jahres[1]

Monte-Carlo-TV-Festival
- 2022: Bester Schauspieler für Trom – Tödliche Klippen